# Ypthima beautei
Ypthima beautei är en fjärilsart som beskrevs av Charles Oberthür 1884. Ypthima beautei ingår i släktet Ypthima och familjen praktfjärilar. Inga underarter finns listade i Catalogue of Life.